# 매곡초등학교 (울산)
매곡초등학교는 대한민국 울산광역시 북구에 있는 공립 초등학교이다.

## 학교 연혁
- 2007.02.21 학교 설립 인가
- 2007.03.01 23학급 개교(특수 1학급 편성, 남354명, 여326명, 계680명)
- 2007.03.01 초대 김홍락 교장 취임
- 2007.09.01 29학급 편성(남488명, 여444명, 계932명)
- 2009.03.01 울산광역시교육청 지정 인성교육정책연구학교 운영(2년간)
- 2010.09.01 제2대 정동락 교장 부임
- 2011.03.01 창의ㆍ인성모델학교 운영(2011~2014)
- 2011.03.04 학교문화선도우수학교 선정(교육과학기술부장관 표창)
- 2012.12.13 100대 교육과정우수학교 선정
- 2013.09.01 제3대 김기수 교장 부임
- 2014.11.18 학교평가 종합우수학교 선정
- 2015.02.13 제8회 졸업(남86명, 여73명, 총159명 / 누계1623명)
- 2015.03.01 40학급 편성(특수 2학급), 남 555명, 여 507명, 계 1,062명

## 참고 자료
- 매곡초등학교 - 한국교육학술정보원 학교알리미